# Major League Soccer 2015
La Major League Soccer 2015 è stata la ventesima edizione del campionato di calcio nordamericano. Il torneo è iniziato il 6 marzo 2015 e si è concluso il 6 dicembre 2015.
Il numero di partecipanti è aumentato da 19 a 20: si è ritirato definitivamente il Chivas USA e hanno fatto il loro esordio nel campionato il New York City e l'Orlando City. Per equilibrare le conference Houston Dynamo e Sporting Kansas City si sono spostate dalla Eastern alla Western.

## Formula
Le squadre sono divise in due conference, la “Western Conference” e la “Eastern Conference”, in base alla loro posizione geografica.
Lo svolgimento del torneo avviene in due fasi. La prima fase è la stagione regolare. Il campionato non si svolge con la formula dell'andata e ritorno ma ogni club incontra gli altri un numero variabile di volte: nel 2015 ogni squadra incontra una volta le squadre dell'altra conference, tre volte sei squadre della propria conference e due volte le restanti tre squadre della propria conference, fino ad arrivare a un totale di 34 partite, 17 in casa e 17 fuori. Vengono assegnati tre punti per ogni vittoria e un punto per ogni pareggio.
Rispetto alla stagione precedente si allargano i posti disponibili per accedere ai play-off per il titolo: le prime due squadre di ogni conference si qualificano direttamente, mentre le squadre dal terzo al sesto posto disputano uno spareggio in partita secca. Vengono poi disputati incontri di andata e ritorno nei quarti di finale e nelle semifinali, mentre la finale è in gara unica e si disputa sul campo della formazione meglio piazzatasi nel corso della stagione regolare.
Similmente alle altre grandi leghe americane di sport professionistici, non è prevista alcuna retrocessione né promozione.
Si qualificano alla CONCACAF Champions League la vincitrice della MLS Cup, la vincitrice del Supporters' Shield (cioè la squadra con più punti al termine della stagione regolare) e l'altra vincitrice di conference. A queste si aggiunge la vincitrice della coppa nazionale, la Lamar Hunt U.S. Open Cup. Se una squadra occupa più di una di queste posizioni si scorre la classifica della stagione regolare fino alla prima non qualificata. Stesso procedimento se una posizione utile è occupata da una squadra canadese, visto che queste ultime si qualificano alla Champions League tramite il Canadian Championship.

## Partecipanti
| Club                | Stagione | Città          | Stadio                                     | Stagione 2014                                       |
| ------------------- | -------- | -------------- | ------------------------------------------ | --------------------------------------------------- |
| Chicago Fire        | dettagli | Chicago        | Toyota Park (Bridgeview)                   | 9º nella Eastern Conference                         |
| Colorado Rapids     | dettagli | Denver         | Dick's Sporting Goods Park (Commerce City) | 8º nella Western Conference                         |
| Columbus Crew       | dettagli | Columbus       | Mapfre Stadium                             | 3º nella Eastern Conference                         |
| FC Dallas           | dettagli | Dallas         | Toyota Stadium (Frisco)                    | 4º nella Western Conference                         |
| D.C. United         | dettagli | Washington     | Robert F. Kennedy Memorial Stadium         | 1º nella Eastern Conference                         |
| Houston Dynamo      | dettagli | Houston        | BBVA Compass Stadium                       | 8º nella Eastern Conference                         |
| LA Galaxy           | dettagli | Los Angeles    | StubHub Center (Carson)                    | 2º nella Western Conference Vincitore della MLS Cup |
| Montréal Impact     | dettagli | Montréal       | Stade Saputo                               | 10º nella Eastern Conference                        |
| N.E. Revolution     | dettagli | Foxborough     | Gillette Stadium                           | 2º nella Eastern Conference                         |
| New York City       | dettagli | New York       | Yankee Stadium                             | Esordiente                                          |
| N.Y. Red Bulls      | dettagli | New York       | Red Bull Arena (Harrison, NJ)              | 4º nella Eastern Conference                         |
| Orlando City        | dettagli | Orlando        | Citrus Bowl                                | Esordiente                                          |
| Philadelphia Union  | dettagli | Filadelfia     | Talen Energy Stadium (Chester)             | 6º nella Eastern Conference                         |
| Portland Timbers    | dettagli | Portland       | Providence Park                            | 6º nella Western Conference                         |
| Real Salt Lake      | dettagli | Salt Lake City | Rio Tinto Stadium (Sandy)                  | 3º nella Western Conference                         |
| S.J. Earthquakes    | dettagli | San Jose       | Avaya Stadium                              | 9º nella Western Conference                         |
| Seattle Sounders    | dettagli | Seattle        | CenturyLink Field                          | Vincitore del MLS Supporters' Shield                |
| Sporting K.C.       | dettagli | Kansas City    | Children's Mercy Park                      | 5º nella Eastern Conference                         |
| Toronto FC          | dettagli | Toronto        | BMO Field                                  | 7º nella Eastern Conference                         |
| Vancouver Whitecaps | dettagli | Vancouver      | BC Place                                   | 5º nella Western Conference                         |

### Allenatori
| Club                   | Allenatore                                                         |
| ---------------------- | ------------------------------------------------------------------ |
| Chicago Fire           | Frank Yallop (fino al 20 settembre) Brian Bliss (dal 20 settembre) |
| Colorado Rapids        | Pablo Mastroeni                                                    |
| Columbus Crew          | Gregg Berhalter                                                    |
| D.C. United            | Ben Olsen                                                          |
| FC Dallas              | Óscar Pareja                                                       |
| Houston Dynamo         | Owen Coyle                                                         |
| LA Galaxy              | Bruce Arena                                                        |
| Montréal Impact        | Frank Klopas (fino al 29 agosto) Mauro Biello (dal 29 agosto)      |
| New England Revolution | Jay Heaps                                                          |
| New York City          | Jason Kreis                                                        |
| N.Y. Red Bulls         | Jesse Marsch                                                       |
| Orlando City           | Adrian Heath                                                       |
| Philadelphia Union     | Jim Curtin                                                         |
| Portland Timbers       | Caleb Porter                                                       |
| Real Salt Lake         | Jeff Cassar                                                        |
| S.J. Earthquakes       | Dominic Kinnear                                                    |
| Seattle Sounders       | Sigi Schmid                                                        |
| Sporting K.C.          | Peter Vermes                                                       |
| Toronto FC             | Greg Vanney                                                        |
| Vancouver Whitecaps    | Carl Robinson                                                      |

## Classifiche Regular Season

### Eastern Conference
|  | Pos. | Squadra            | Pt | G  | V  | N | P  | GF | GS | DR  |
|  | ---- | ------------------ | -- | -- | -- | - | -- | -- | -- | --- |
|  | 1.   | N.Y. Red Bulls     | 60 | 34 | 18 | 6 | 10 | 62 | 43 | +19 |
|  | 2.   | Columbus Crew      | 53 | 34 | 15 | 8 | 11 | 58 | 53 | +5  |
|  | 3.   | Montréal Impact    | 51 | 34 | 15 | 6 | 13 | 48 | 44 | +4  |
|  | 4.   | D.C. United        | 51 | 34 | 15 | 6 | 13 | 43 | 45 | -2  |
|  | 5.   | N.E. Revolution    | 50 | 34 | 14 | 8 | 12 | 48 | 47 | +1  |
|  | 6.   | Toronto FC         | 49 | 34 | 15 | 4 | 15 | 58 | 58 | 0   |
|  | 7.   | Orlando City       | 44 | 34 | 12 | 8 | 14 | 46 | 56 | -10 |
|  | 8.   | New York City      | 37 | 34 | 10 | 7 | 17 | 49 | 58 | -9  |
|  | 9.   | Philadelphia Union | 37 | 34 | 10 | 7 | 17 | 42 | 55 | -13 |
|  | 10.  | Chicago Fire       | 30 | 34 | 8  | 6 | 20 | 43 | 58 | -15 |

Legenda:

      Ammesse alle semifinali di Conference dei Play-off
      Ammesse al primo turno dei Play-off

### Western Conference
|  | Pos. | Squadra             | Pt | G  | V  | N  | P  | GF | GS | DR  |
|  | ---- | ------------------- | -- | -- | -- | -- | -- | -- | -- | --- |
|  | 1.   | FC Dallas           | 60 | 34 | 18 | 6  | 10 | 52 | 39 | +13 |
|  | 2.   | Vancouver Whitecaps | 53 | 34 | 16 | 5  | 13 | 45 | 36 | +9  |
|  | 3.   | Portland Timbers    | 53 | 34 | 15 | 8  | 11 | 41 | 39 | +2  |
|  | 4.   | Seattle Sounders    | 51 | 34 | 15 | 6  | 13 | 44 | 36 | +8  |
|  | 5.   | LA Galaxy           | 51 | 34 | 14 | 9  | 11 | 56 | 46 | +10 |
|  | 6.   | Sporting K.C.       | 51 | 34 | 14 | 9  | 11 | 48 | 45 | +3  |
|  | 7.   | S.J. Earthquakes    | 47 | 34 | 13 | 8  | 13 | 41 | 39 | +2  |
|  | 8.   | Houston Dynamo      | 42 | 34 | 11 | 9  | 14 | 42 | 49 | -7  |
|  | 9.   | Real Salt Lake      | 41 | 34 | 11 | 8  | 15 | 38 | 48 | -10 |
|  | 10.  | Colorado Rapids     | 37 | 34 | 9  | 10 | 15 | 33 | 43 | -10 |

Legenda:

      Ammesse alle semifinali di Conference dei Play-off
      Ammesse al primo turno dei Play-off

### Classifica generale
|  | Pos. | Squadra             | Pt | G  | V  | N  | P  | GF | GS | DR  |
|  | ---- | ------------------- | -- | -- | -- | -- | -- | -- | -- | --- |
|  | 1.   | N.Y. Red Bulls      | 60 | 34 | 18 | 6  | 10 | 62 | 43 | +19 |
|  | 2.   | FC Dallas           | 60 | 34 | 18 | 6  | 10 | 52 | 39 | +13 |
|  | 3.   | Vancouver Whitecaps | 53 | 34 | 16 | 5  | 13 | 45 | 36 | +9  |
|  | 4.   | Columbus Crew       | 53 | 34 | 15 | 8  | 11 | 58 | 53 | +5  |
|  | 5.   | Portland Timbers    | 53 | 34 | 15 | 8  | 11 | 41 | 39 | +2  |
|  | 6.   | Seattle Sounders    | 51 | 34 | 15 | 6  | 13 | 44 | 36 | +8  |
|  | 7.   | Montréal Impact     | 51 | 34 | 15 | 6  | 13 | 48 | 44 | +4  |
|  | 8.   | D.C. United         | 51 | 34 | 15 | 6  | 13 | 43 | 45 | -2  |
|  | 9.   | LA Galaxy           | 51 | 34 | 14 | 9  | 11 | 56 | 46 | +10 |
|  | 10.  | Sporting K.C.       | 51 | 34 | 14 | 9  | 11 | 48 | 45 | +3  |
|  | 11.  | N.E. Revolution     | 50 | 34 | 14 | 8  | 12 | 48 | 47 | +1  |
|  | 12.  | Toronto FC          | 49 | 34 | 15 | 4  | 15 | 58 | 58 | 0   |
|  | 13.  | S.J. Earthquakes    | 47 | 34 | 13 | 8  | 13 | 41 | 39 | +2  |
|  | 14.  | Orlando City        | 44 | 34 | 12 | 8  | 14 | 46 | 56 | -10 |
|  | 15.  | Houston Dynamo      | 42 | 34 | 11 | 9  | 14 | 42 | 49 | -7  |
|  | 16.  | Real Salt Lake      | 41 | 34 | 11 | 8  | 15 | 38 | 48 | -10 |
|  | 17.  | New York City       | 37 | 34 | 10 | 7  | 17 | 49 | 58 | -9  |
|  | 18.  | Philadelphia Union  | 37 | 34 | 10 | 7  | 17 | 42 | 55 | -13 |
|  | 19.  | Colorado Rapids     | 37 | 34 | 9  | 10 | 15 | 33 | 43 | -10 |
|  | 20.  | Chicago Fire        | 30 | 34 | 8  | 6  | 20 | 43 | 58 | -15 |

Legenda:

      Qualificate alla CONCACAF Champions League 2016-2017:
- Portland Timbers vincitori della MLS
- N.Y. Red Bulls vincitori del Supporters' Shield
- Dallas primo classificato in Western Conference
- Sporting K.C. vincitore della U.S. Open Cup 2015
- Vancouver Whitecaps vincitori del Canadian Championship 2015

In caso di arrivo a pari punti:
1. Maggior numero di vittorie;
2. Differenza reti;
3. Gol fatti;
4. Minor numero di punti disciplinari nella League Fair Play table Archiviato l'11 febbraio 2015 in Internet Archive.;
5. Differenza reti in trasferta;
6. Gol fatti in trasferta;
7. Differenza reti in casa;
8. Gol fatti in casa;
9. Lancio della moneta (2 squadre) o estrazione a sorte (3 o più squadre).

## Risultati
Leggendo per riga si avranno i risultati casalinghi della squadra indicata in prima colonna, mentre leggendo per colonna si avranno i risultati in trasferta della squadra in prima riga.

### Eastern Conference
|                    | CHI | CLB | DCU | MTL | NER | NYC | NYR | ORL | PHI | TOR |  | CHI | CLB | DCU | MTL | NER | NYC | NYR | ORL | PHI | TOR |
| ------------------ | --- | --- | --- | --- | --- | --- | --- | --- | --- | --- |  | --- | --- | --- | --- | --- | --- | --- | --- | --- | --- |
| Chicago Fire       |     | 0-1 | 0-1 | 3-0 | 2-2 | 1-0 | 1-2 | 2-3 | 1-0 | 3-2 |  |     |     |     |     | 3-1 |     | 3-2 | 0-1 |     |     |
| Columbus Crew      | 2-2 |     | 5-0 | 1-2 | 2-1 | 2-2 | 1-2 | 3-0 | 4-1 | 2-0 |  | 3-1 |     |     |     |     |     | 2-1 |     |     | 3-3 |
| D.C. United        | 3-1 | 2-0 |     | 1-0 | 2-1 | 2-1 | 2-2 | 2-1 | 2-1 | 1-2 |  | 4-0 | 1-2 |     |     |     |     |     |     | 3-2 |     |
| Montréal Impact    | 4-3 | 3-0 | 0-1 |     | 3-0 | 1-2 | 1-1 | 2-2 | 0-1 | 2-1 |  | 2-1 |     | 2-0 |     |     |     |     | 2-0 |     |     |
| N.E. Revolution    | 2-0 | 0-0 | 1-1 | 0-0 |     | 1-0 | 2-1 | 3-0 | 1-1 | 1-1 |  |     |     |     | 0-1 |     |     | 2-1 |     |     | 3-1 |
| New York City      | 2-2 | 1-2 | 3-1 | 3-1 | 2-0 |     | 1-3 | 5-3 | 1-1 | 4-4 |  |     |     |     | 2-3 | 1-3 |     |     |     |     | 2-0 |
| N.Y. Red Bulls     | 3-2 | 2-1 | 2-0 | 2-1 | 4-1 | 2-1 |     | 2-5 | 0-2 | 3-0 |  |     |     | 3-0 |     |     | 2-0 |     |     | 4-1 |     |
| Orlando City       | 1-1 | 2-2 | 0-1 | 2-1 | 2-2 | 1-1 | 0-2 |     | 0-0 | 0-2 |  |     | 5-2 | 1-0 |     |     | 2-1 |     |     |     |     |
| Philadelphia Union | 3-3 | 3-0 | 1-0 | 2-2 | 1-2 | 2-1 | 1-3 | 1-0 |     | 0-1 |  |     | 1-2 |     |     | 0-1 | 1-2 |     |     |     |     |
| Toronto FC         | 3-2 | 0-2 | 0-0 | 3-1 | 1-3 | 0-2 | 2-1 | 4-1 | 2-1 |     |  |     |     |     | 2-1 |     |     |     | 5-0 | 3-1 |     |

### Western Conference
|                     | COL | DAL | HOU | LAG | POR | RSL | SJE | SEA | SKC | VAN |  | COL | DAL | HOU | LAG | POR | RSL | SJE | SEA | SKC | VAN |
| ------------------- | --- | --- | --- | --- | --- | --- | --- | --- | --- | --- |  | --- | --- | --- | --- | --- | --- | --- | --- | --- | --- |
| Colorado Rapids     |     | 1-1 | 2-1 | 1-3 | 1-2 | 3-1 | 1-1 | 1-3 | 2-1 | 1-0 |  |     | 1-1 |     |     |     | 1-2 |     |     |     | 2-1 |
| FC Dallas           | 0-4 |     | 2-0 | 2-1 | 4-1 | 2-0 | 1-0 | 0-0 | 3-1 | 2-0 |  |     |     | 4-1 | 1-2 |     |     | 2-1 |     |     |     |
| Houston Dynamo      | 0-0 | 1-4 |     | 3-0 | 3-1 | 1-3 | 0-1 | 1-1 | 4-4 | 2-0 |  | 3-2 |     |     |     |     |     | 2-1 |     | 1-0 |     |
| LA Galaxy           | 1-1 | 3-2 | 1-1 |     | 5-0 | 1-0 | 5-2 | 1-0 | 2-1 | 0-1 |  |     |     | 1-0 |     | 2-5 |     |     | 3-1 |     |     |
| Portland Timbers    | 4-1 | 3-1 | 2-0 | 2-2 |     | 0-0 | 1-0 | 4-1 | 0-0 | 0-0 |  |     |     | 2-2 |     |     |     |     |     | 0-1 | 1-1 |
| Real Salt Lake      | 0-0 | 0-1 | 2-0 | 0-0 | 3-1 |     | 1-1 | 2-0 | 2-1 | 0-1 |  |     |     |     | 3-0 | 0-1 |     |     |     | 2-1 |     |
| S.J. Earthquakes    | 1-0 | 0-0 | 0-2 | 3-1 | 0-0 | 0-1 |     | 1-1 | 1-0 | 1-0 |  |     |     |     | 1-0 |     | 1-0 |     |     |     | 1-1 |
| Seattle Sounders    | 1-0 | 3-0 | 1-0 | 1-1 | 1-0 | 3-1 | 2-3 |     | 0-0 | 0-3 |  | 0-1 |     |     |     | 2-1 |     | 0-2 |     |     |     |
| Sporting K.C.       | 0-2 | 4-0 | 1-1 | 2-1 | 0-0 | 0-0 | 0-5 | 1-0 |     | 4-3 |  | 2-0 | 3-1 |     |     |     |     |     | 1-1 |     |     |
| Vancouver Whitecaps | 2-0 | 1-0 | 3-0 | 2-0 | 2-1 | 2-1 | 3-1 | 0-2 | 0-1 |     |  |     | 0-0 |     |     |     | 4-0 |     | 0-3 |     |     |

### Inter-conference
|                     | CHI | COL | CLB | DAL | DCU | HOU | LAG | MTL | NER | NYC | NYR | ORL | PHI | POR | RSL | SJE | SEA | SKC | TOR | VAN |
| ------------------- | --- | --- | --- | --- | --- | --- | --- | --- | --- | --- | --- | --- | --- | --- | --- | --- | --- | --- | --- | --- |
| Chicago Fire        |     | 0-1 |     | 2-0 |     |     |     |     |     |     |     |     |     |     | 1-2 |     | 1-0 |     |     | 0-1 |
| Colorado Rapids     |     |     | 1-2 |     | 1-1 |     |     | 0-1 | 0-2 | 0-0 |     |     |     |     |     |     |     |     |     |     |
| Columbus Crew       |     |     |     | 0-3 |     |     | 1-1 |     |     |     |     |     |     | 1-2 |     |     | 3-2 | 3-2 |     |     |
| FC Dallas           |     |     |     |     | 2-1 |     |     |     | 3-0 | 2-1 | 0-0 |     |     |     |     |     |     |     | 3-2 |     |
| D.C. United         |     |     |     |     |     | 1-1 | 1-0 |     |     |     |     |     |     |     | 6-4 | 0-2 |     | 1-1 |     |     |
| Houston Dynamo      | 1-1 |     | 1-0 |     |     |     |     | 3-0 |     |     | 4-2 | 0-1 |     |     |     |     |     |     |     |     |
| LA Galaxy           | 2-0 |     |     |     |     |     |     | 0-0 |     | 5-1 |     |     | 5-1 |     |     |     |     |     | 4-0 |     |
| Montréal Impact     |     |     |     | 2-1 |     |     |     |     |     |     |     |     |     | 1-2 | 4-1 |     | 1-0 |     |     | 2-1 |
| N.E. Revolution     |     |     |     |     |     | 2-0 | 2-2 |     |     |     |     |     |     |     | 4-0 | 2-1 |     |     |     | 1-2 |
| New York City       |     |     |     |     |     | 1-1 |     |     |     |     |     |     |     | 0-1 |     | 3-2 | 1-3 | 0-1 |     |     |
| N.Y. Red Bulls      |     | 1-1 |     |     |     |     | 1-1 |     |     |     |     |     |     |     | 1-0 | 2-0 |     |     |     | 1-2 |
| Orlando City        |     | 2-0 |     | 0-2 |     |     | 4-0 |     |     |     |     |     |     |     |     |     |     | 3-1 |     | 0-1 |
| Philadelphia Union  |     | 0-0 |     | 0-2 |     | 2-0 |     |     |     |     |     |     |     | 3-0 |     |     | 1-0 |     |     |     |
| Portland Timbers    | 1-0 |     |     |     | 1-0 |     |     |     | 2-0 |     | 0-2 | 0-2 |     |     |     |     |     |     |     |     |
| Real Salt Lake      |     |     | 2-2 |     |     |     |     |     |     | 2-0 |     | 1-1 | 3-3 |     |     |     |     |     | 2-1 |     |
| S.J. Earthquakes    | 2-1 |     | 2-0 |     |     |     |     | 1-1 |     |     |     | 1-1 | 1-2 |     |     |     |     |     |     |     |
| Seattle Sounders    |     |     |     |     | 1-0 |     |     |     | 3-0 |     | 2-1 | 4-0 |     |     |     |     |     |     | 2-1 |     |
| Sporting K.C.       | 1-0 |     |     |     |     |     |     | 2-1 | 4-2 |     | 1-1 |     | 3-2 |     |     |     |     |     |     |     |
| Toronto FC          |     | 3-1 |     |     |     | 1-2 |     |     |     |     |     |     |     | 1-0 |     | 3-1 |     | 1-3 |     |     |
| Vancouver Whitecaps |     |     | 2-2 |     | 1-2 |     |     |     |     | 1-2 |     |     | 3-0 |     |     |     |     |     | 1-3 |     |

Fonte: MLSsoccer.com Archiviato l'8 aprile 2015 in Internet Archive.

## Play-off

### Tabellone
|  | Primo turno | Primo turno            | Primo turno |  |  | Semifinali di Conference | Semifinali di Conference | Semifinali di Conference | Semifinali di Conference |  |    | Finali di Conference | Finali di Conference | Finali di Conference | Finali di Conference |  |    | Finale MLS    | Finale MLS       | Finale MLS |
|  |             |                        |             |  |  |                          |                          |                          |                          |  |    |                      |                      |                      |                      |  |    |               |                  |            |
|  |             |                        |             |  |  | E1                       | N.Y. Red Bulls           | 1                        | 1                        |  |    |                      |                      |                      |                      |  |    |               |                  |            |
|  |             |                        |             |  |  | E1                       | N.Y. Red Bulls           | 1                        | 1                        |  |    |                      |                      |                      |                      |  |    |               |                  |            |
|  |             |                        |             |  |  | E4                       | D.C. United              | 0                        | 0                        |  |    |                      |                      |                      |                      |  |    |               |                  |            |
|  | E4          | D.C. United            | 2           |  |  | E4                       | D.C. United              | 0                        | 0                        |  |    |                      |                      |                      |                      |  |    |               |                  |            |
|  | E4          | D.C. United            | 2           |  |  |                          |                          |                          |                          |  |    |                      |                      |                      |                      |  |    |               |                  |            |
|  | E5          | N.E. Revolution        | 1           |  |  |                          |                          |                          |                          |  |    |                      |                      |                      |                      |  |    |               |                  |            |
|  | E5          | N.E. Revolution        | 1           |  |  |                          |                          |                          |                          |  | E1 | N.Y. Red Bulls       | 0                    | 1                    |                      |  |    |               |                  |            |
|  |             |                        |             |  |  |                          |                          |                          |                          |  | E1 | N.Y. Red Bulls       | 0                    | 1                    |                      |  |    |               |                  |            |
|  |             |                        |             |  |  |                          |                          |                          |                          |  |    | E2                   | Columbus Crew        | 2                    | 0                    |  |    |               |                  |            |
|  |             |                        |             |  |  |                          |                          |                          |                          |  |    | E2                   | Columbus Crew        | 2                    | 0                    |  |    |               |                  |            |
|  |             |                        |             |  |  |                          |                          |                          |                          |  |    |                      |                      |                      |                      |  |    |               |                  |            |
|  |             |                        |             |  |  |                          |                          |                          |                          |  |    |                      |                      |                      |                      |  |    |               |                  |            |
|  |             |                        |             |  |  | E2                       | Columbus Crew (dts)      | 1                        | 3                        |  |    |                      |                      |                      |                      |  |    |               |                  |            |
|  |             |                        |             |  |  |                          |                          |                          |                          |  |    |                      |                      |                      |                      |  |    |               |                  |            |
|  |             |                        |             |  |  | E3                       | Montréal Impact          | 2                        | 1                        |  |    |                      |                      |                      |                      |  |    |               |                  |            |
|  | E3          | Montréal Impact        | 3           |  |  |                          |                          |                          |                          |  |    |                      |                      |                      |                      |  |    |               |                  |            |
|  | E3          | Montréal Impact        | 3           |  |  |                          |                          |                          |                          |  |    |                      |                      |                      |                      |  |    |               |                  |            |
|  | E6          | Toronto FC             | 0           |  |  |                          |                          |                          |                          |  |    |                      |                      |                      |                      |  |    |               |                  |            |
|  | E6          | Toronto FC             | 0           |  |  |                          |                          |                          |                          |  |    |                      |                      |                      |                      |  | E2 | Columbus Crew | 1                |            |
|  |             |                        |             |  |  |                          |                          |                          |                          |  |    |                      |                      |                      |                      |  | E2 | Columbus Crew | 1                |            |
|  |             |                        |             |  |  |                          |                          |                          |                          |  |    |                      |                      |                      |                      |  |    | W3            | Portland Timbers | 2          |
|  |             |                        |             |  |  |                          |                          |                          |                          |  |    |                      |                      |                      |                      |  |    | W3            | Portland Timbers | 2          |
|  |             |                        |             |  |  |                          |                          |                          |                          |  |    |                      |                      |                      |                      |  |    |               |                  |            |
|  |             |                        |             |  |  |                          |                          |                          |                          |  |    |                      |                      |                      |                      |  |    |               |                  |            |
|  |             |                        |             |  |  | W1                       | FC Dallas (dtr)          | 1                        | 2 (4)                    |  |    |                      |                      |                      |                      |  |    |               |                  |            |
|  |             |                        |             |  |  | W1                       | FC Dallas (dtr)          | 1                        | 2 (4)                    |  |    |                      |                      |                      |                      |  |    |               |                  |            |
|  |             |                        |             |  |  | W4                       | Seattle Sounders         | 2                        | 1 (2)                    |  |    |                      |                      |                      |                      |  |    |               |                  |            |
|  | W4          | Seattle Sounders       | 3           |  |  |                          |                          |                          |                          |  |    |                      |                      |                      |                      |  |    |               |                  |            |
|  | W4          | Seattle Sounders       | 3           |  |  |                          |                          |                          |                          |  |    |                      |                      |                      |                      |  |    |               |                  |            |
|  | W5          | LA Galaxy              | 2           |  |  |                          |                          |                          |                          |  |    |                      |                      |                      |                      |  |    |               |                  |            |
|  | W5          | LA Galaxy              | 2           |  |  |                          |                          |                          |                          |  | W1 | FC Dallas            | 1                    | 2                    |                      |  |    |               |                  |            |
|  |             |                        |             |  |  |                          |                          |                          |                          |  | W1 | FC Dallas            | 1                    | 2                    |                      |  |    |               |                  |            |
|  |             |                        |             |  |  |                          |                          |                          |                          |  |    | W3                   | Portland Timbers     | 3                    | 2                    |  |    |               |                  |            |
|  |             |                        |             |  |  |                          |                          |                          |                          |  |    | W3                   | Portland Timbers     | 3                    | 2                    |  |    |               |                  |            |
|  |             |                        |             |  |  |                          |                          |                          |                          |  |    |                      |                      |                      |                      |  |    |               |                  |            |
|  |             |                        |             |  |  |                          |                          |                          |                          |  |    |                      |                      |                      |                      |  |    |               |                  |            |
|  |             |                        |             |  |  | W2                       | Vancouver Whitecaps      | 0                        | 0                        |  |    |                      |                      |                      |                      |  |    |               |                  |            |
|  |             |                        |             |  |  | W2                       | Vancouver Whitecaps      | 0                        | 0                        |  |    |                      |                      |                      |                      |  |    |               |                  |            |
|  |             |                        |             |  |  | W3                       | Portland Timbers         | 0                        | 2                        |  |    |                      |                      |                      |                      |  |    |               |                  |            |
|  | W3          | Portland Timbers (dtr) | 2 (7)       |  |  | W3                       | Portland Timbers         | 0                        | 2                        |  |    |                      |                      |                      |                      |  |    |               |                  |            |
|  | W3          | Portland Timbers (dtr) | 2 (7)       |  |  |                          |                          |                          |                          |  |    |                      |                      |                      |                      |  |    |               |                  |            |
|  | W6          | Sporting K.C.          | 2 (6)       |  |  |                          |                          |                          |                          |  |    |                      |                      |                      |                      |  |    |               |                  |            |
|  | W6          | Sporting K.C.          | 2 (6)       |  |  |                          |                          |                          |                          |  |    |                      |                      |                      |                      |  |    |               |                  |            |

### Primo turno
| Arbitro: | Mark Geiger |

|                       |           |             |
| Pontius 45’ Rolfe 83’ | Marcatori | 15’ Agudelo |

| Arbitro: | Jair Marrufo |

|                                   |           |                       |
| Dempsey 5’ Valdez 12’ Friberg 73’ | Marcatori | 6’ Lletget 22’ Zardes |

| Arbitro: | Baldomero Toledo |

|                                   |           |  |
| Bernier 18’ Piatti 33’ Drogba 39’ | Marcatori |  |

| Arbitro: | Armando Villarreal |

|                                                                                            |                      |                                                                                      |
| Wallace 57’ Urruti 118’                                                                    | Marcatori            | 87’ Ellis 96’ Németh                                                                 |
| Valeri Borchers Ridgewell Jewsbury Urruti Villafaña Asprilla Nagbe Powell Fochive Kwarasey | Tiri di rigore 7 – 6 | Feilhaber Dwyer Zusi Besler Nagamura Ellis Mustivar Peterson Abdul-Salaam Dia Kempin |

### Semifinali di Conference
Andata
| Arbitro: | Fotis Bazakos |

|  |           |             |
|  | Marcatori | 72’ McCarty |

| Portland 1º novembre 2015, ore 14:00 UTC-8 | Portland Timbers | 0 – 0 referto | Vancouver Whitecaps | Providence Park (21.144 spett.)\| Arbitro: \| Allen Chapman \| |
| Arbitro:                                   | Allen Chapman    |               |                     |                                                                |

| Arbitro: | Chris Penso |

|                         |           |             |
| Bernier 37’ Venegas 77’ | Marcatori | 33’ Higuaín |

| Arbitro: | Kevin Stott |

|                            |           |              |
| Ivanschitz 67’ Dempsey 86’ | Marcatori | 18’ Castillo |

Ritorno
| Arbitro: | Ted Unkel |

|                       |           |  |
| Wright-Phillips 90+2’ | Marcatori |  |

| Arbitro: | Armando Villarreal |

|                            |           |          |
| Kamara 4’, 111’ Finlay 77’ | Marcatori | 40’ Duka |

| Arbitro: | Baldomero Toledo |

|                                      |                      |                                 |
| Akindele 84’ Zimmerman 90+1’         | Marcatori            | 90’ Marshall                    |
| Díaz Hollingshead Akindele Zimmerman | Tiri di rigore 4 – 2 | Dempsey Ivanschitz Barrett Rose |

| Arbitro: | Ismail Elfath |

|  |           |                     |
|  | Marcatori | 31’ Adi 90+4’ Chara |

### Finali di Conference
Andata
| Arbitro: | Allen Chapman |

|                     |           |  |
| Meram 1’ Kamara 85’ | Marcatori |  |

| Arbitro: | Ted Unkel |

|                                           |           |             |
| Ridgewell 23’ Asprilla 53’ Borchers 90+1’ | Marcatori | 62’ Texeira |

Ritorno
| Arbitro: | Ismail Elfath |

|                            |           |                      |
| Hollingshead 68’ Pérez 73’ | Marcatori | 54’ Adi 90+5’ Melano |

| Arbitro: | Baldomero Toledo |

|             |           |  |
| Abang 90+3’ | Marcatori |  |

### Finale MLS
| Arbitro: | Jair Marrufo |

|            |           |                      |
| Kamara 18’ | Marcatori | 1’ Valeri 7’ Wallace |

## Statistiche

### Regular Season

#### Classifica marcatori
| Gol | Rigori |  | Giocatore               | Squadra          |
| --- | ------ |  | ----------------------- | ---------------- |
| 22  | 3      |  | Sebastian Giovinco      | Toronto FC       |
| 22  |        |  | Kei Kamara              | Columbus Crew    |
| 20  | 4      |  | Robbie Keane            | LA Galaxy        |
| 18  | 7      |  | David Villa             | New York City    |
| 17  | 2      |  | Bradley Wright-Phillips | N.Y. Red Bulls   |
| 17  |        |  | Cyle Larin              | Orlando City     |
| 16  | 3      |  | Fanendo Adi             | Portland Timbers |
| 16  | 6      |  | Chris Wondolowski       | S.J. Earthquakes |
| 15  |        |  | Obafemi Martins         | Seattle Sounders |
| 13  | 3      |  | Jozy Altidore           | Toronto FC       |

Fonte:MLSsoccer.com

#### Record
Squadre
- Maggior numero di vittorie: N.Y. Red Bulls e FC Dallas (18)
- Minor numero di vittorie: Chicago Fire (8)
- Maggior numero di pareggi: Colorado Rapids (10)
- Minor numero di pareggi: Toronto FC (4)
- Maggior numero di sconfitte: Chicago Fire (20)
- Minor numero di sconfitte: FC Dallas e N.Y. Red Bulls (10)
- Miglior attacco: {{Calcio New York Red Bulls}|N|2015}} (62 gol fatti)
- Peggior attacco: Colorado Rapids (33 gol fatti)
- Miglior difesa: Seattle Sounders e Vancouver Whitecaps (36 gol subiti)
- Peggior difesa: Toronto FC, Chicago Fire e New York City (58 gol subiti)
- Miglior differenza reti: N.Y. Red Bulls (+19)
- Peggior differenza reti: Chicago Fire (-15)
- Miglior serie positiva: N.E. Revolution (9 risultati utili consecutivi)
- Peggior serie negativa: N.E. Revolution, Seattle Sounders e Chicago Fire (5 risultati negativi consecutivi)

Partite
- Più gol (10): D.C. United-Real Salt Lake 6-4 (1º agosto)
- Maggior scarto di gol (5): LA Galaxy-Portland Timbers 5-0 (24 giugno), Sporting K.C.-S.J. Earthquakes 0-5 (19 agosto), Toronto FC-Orlando City 5-0 (22 agosto) e Columbus Crew-D.C. United 5-0 (25 ottobre)

### Playoffs

#### Classifica marcatori
| Gol | Rigori |  | Giocatore       | Squadra          |
| --- | ------ |  | --------------- | ---------------- |
| 4   |        |  | Kei Kamara      | Columbus Crew    |
| 2   |        |  | Patrice Bernier | Montréal Impact  |
| 2   |        |  | Rodney Wallace  | Portland Timbers |
| 2   |        |  | Fanendo Adi     | Portland Timbers |
| 2   |        |  | Clint Dempsey   | Seattle Sounders |

Fonte:MLSsoccer.com